# 一路有你 (马来西亚电影)
《一路有你》（英文：The Journey）是部由周青元執导的2014年马来西亚贺岁电影。

## 剧情
個性保守的全叔（李世平飾）在金馬倫寂寞地過著退休生活。他唯一的寄望就是愛女美蓉（尤鳳音飾）從國外畢業，回到金馬倫組織家庭。終於，女兒回來了，卻帶回一個洋人男友Benji（Ben Andrew Pfeiffer飾），更已決定結婚。全叔對他十分反感，大力反對將美蓉的終生托付給他。
但全叔的反對無法改變女兒的決定，他只好勉強答應，但他開出的唯一條件是希望他們能舉辦一場華人式的傳統婚禮。遵循習俗，女婿必須跟著岳父去發喜帖。同時因為年輕時的一個約定，全叔規劃了一張走遍全馬來西亞的路線圖，他和班杰明開始把喜帖發給遍布全馬的十一個小學同學。
Benji堅持要以他的重型摩托車作為交通工具，全叔無奈接受、坐上摩托車，展開一場與女婿作伴的公路之旅。發喜帖的過程跌宕累人，全叔和Benji雖然語言不通，但他們始終互相照顧。兩人相差天南地北的價值觀和意見，是否可以在這過程中得到化解，讓全叔的愛女美蓉得到幸福？

## 电影漫画里的细节问题
电影有一段那就是全叔不知道Benji去了哪里，以为Benji去叫妓女，有很多观众想知道他到底去了哪里。周青元导演解释，因为电影时长不可过长，因此决定和出版社——Gempak Starz出版了电影漫画《一路有你》，并添加Benji去了哪里的内容，让所有观众都可以知道Benji在这个时候到底去了哪里。（除了电影版没有解释以外，授权给红蜻蜓出版的电影小说也没有表态Benji去了哪里，而这本电影漫画除了在马来西亚和新加坡发行以外，台湾和其他地区并没有发行）

### 电影漫画的细节内容
- Benji当时并不是和妓女在一起，而是因为关心全叔（电影有一段显示全叔的背不舒服，要贴上膏药，原因是因为摩托车的问题而导致），因此去买了车子。在他去之前，他拍了酒店柜台员（电影有说）讲解“谢谢”的华语怎样读。他去了卖车的地方，认识了那里的东主——光头黄。光头黄带了Benji去看了车，还介绍很多不同款式的车给Benji，可是Benji因为有一辆摩托车，而且是经典的，并兴奋地说：“当当！A classic motorbike！Engine和马力都很Good！”后，想要把他的摩托车卖给光头黄，交换成汽车给Benji（因为Benji没有钱），因此光头黄反对，导致光头黄关门后，没人理会Benji。Benji就这样垂头丧气地回到酒店，回去了那个指定的房间睡觉。

- 全叔被警方逮捕，因为他在酒店里面涉嫌了妓女事件，而当时Benji不在场。（带全叔从警局出去时，全叔还对着Benji说：“昨晚你干了什么？！你一定是叫鸡，害到我坐牢坐了一晚！”当全叔看到Benji的车后，生气的说：“你的摩托呢？！学人偷车？！我女儿就是有眼无珠，才会嫁给你！”后来Benji解释，其实这辆车是他的，还解释因为Benji要关心全叔，因此想买一辆车让全叔坐得舒适，所以把摩托车给卖了）其实Benji当时在酒吧，想要用唱歌来当赚钱的门路以用来买车来帮助全叔，Benji想要酒吧老板允许他可以在这里唱歌赚钱，可是酒吧老板只允许他在这里唱歌。结果酒吧老板赶Benji出去，Benji说：“我的钱呢？！”而酒吧老板解释，他们这种小生意的，根本没得赚钱给那些唱歌卖艺的人，结果就关门。Benji垂头丧气地到了夜市，他看到了婴儿鞋后怀念起美蓉如果怀孕，想给宝宝穿的鞋子就是这一双，让他感动了起来。因此就开始买了。可是偏偏就有人打电话来。那个人没有跟Benji坦诚他的身份，可是实际上和光头黄很熟。那辆车是黄色的，老爷车，引擎很好。（电影里有讲述）而那个人决定这辆车让给了Benji，Benji不明白是不是那个人把车卖给他，那个人比手划脚地给Benji解释，Benji才明白那个人其实想要把那个人的车交换他的摩托车，因此成功交换。而那个人致电光头黄，说他走宝了，因为他得到的是一辆经典摩托车。Benji对着那婴儿鞋，说：“是你给我的力量吗？谢谢你。”而感动了起来。Benji决定回到了酒店，可是谁没有想到当他知道全叔因为妓女事件被捕后，结果他决定坐车接走全叔。

## 外部連結
- 互联网电影数据库（IMDb）上《一路有你》的资料（英文）
- 豆瓣电影上《一路有你》的資料 （简体中文）